# Xã Norma, Quận Barnes, Bắc Dakota
Xã Norma (tiếng Anh: Norma Township) là một xã thuộc quận Barnes, tiểu bang Bắc Dakota, Hoa Kỳ. Năm 2010, dân số của xã này là 36 người.